# 塚田清市
塚田清市（つかだ せいいち、1855年9月3日〈安政2年7月22日〉- 1934年〈昭和9年〉11月11日）は明治時代の軍人。陸軍大佐。

## 生涯
安政2年（1855年）7月22日、鳥取藩士塚田久六の長男として生まれる。母は塚田家の娘千代。幼名三之助。のちに清市と改める。
明治4年（1871年）藩兵に加わり、江戸に出て宮城守護に任ぜられる。7月、母千代死去。12月、歩兵第14連隊付となる。明治]9年（1876年）陸軍軍曹に任ぜられ歩兵第1連隊付小隊長となる。
明治10年（1877年）、西南戦争に従軍し、初めて乃木希典少佐を知る。明治11年（1878年）、乃木中佐が歩兵第1連隊長に来任し、その部下となる。陸軍曹長。明治19年（1886年）7月、近衛歩兵第3連隊小隊長。12月、佐賀県久保乾太の娘つる子と結婚。明治20年（1887年）陸軍中尉。翌年、歩兵第1連隊副官に任命され、北白川宮能久親王の副官に任ぜられる。明治23年（1890年）父久六死去。
明治25年（1892年）陸軍大尉に昇進。乃木少将副官となる。明治27年（1894年）乃木少将とともに日清戦争に従軍し、満州各地で転戦。明治28年（1895年）満州より凱旋し、伏見宮貞愛親王率いる陸軍歩兵第4師団において高級副官。翌年皇族御付武官となり、伏見宮貞愛親王付属となる。
明治38年（1905年）、日露戦争に従軍。奉天会戦で戦死した吉岡友愛中佐の後を受け第3軍高級副官となり、満州を転戦。翌年凱旋し、乃木大将とともに戦勝パレードに参加した。戦功により歩兵第5連隊隊長に任ぜられ、陸軍大佐に昇進。明治42年（1909年）清の光緒帝の葬列に参加する伏見宮貞愛親王に随行。さらに翌年の親王英国派遣に随行し、エドワード7世の葬儀に参列した。フランス、ドイツ、ロシアを経由し帰国後、満55歳に達し服役年満了により現役を退いた。
明治45年（1912年）、乃木大将夫妻殉死。故人の遺言により乃木大将遺言執行者となり、乃木家の後始末を行う。翌年乃木邸を東京市に寄贈、同地にはのちに乃木神社が建立された。大正4年（1915年）乃木大将の業績を編纂した『乃木大将事蹟』を出版。また村野山人らとともに伏見乃木神社の建立に尽力した。
昭和7年（1932年）、兵庫県武庫郡御影町（現在の神戸市東灘区）に自邸を構え、乃木小社を祀る。昭和9年（1934年）自邸にて死去。享年80。墓は眞宗寺。

## 栄典
- 1902年（明治35年）5月10日 - 明治三十三年従軍記章[1]

## 著作
- 『乃木大将事蹟』小林又七、1916年4月17日。 NCID BN04772146。全国書誌番号:43018747 全国書誌番号:60002303。
  - 『乃木大将事蹟』（再版）乃木十三日会、1938年4月17日。 NCID BA47443712。全国書誌番号:46069990。